# Eucarpia puncticosta
Eucarpia puncticosta är en insektsart som först beskrevs av Walker 1870.  Eucarpia puncticosta ingår i släktet Eucarpia och familjen kilstritar. Utöver nominatformen finns också underarten E. p. beta.